# Schmale Straße 12 (Quedlinburg)

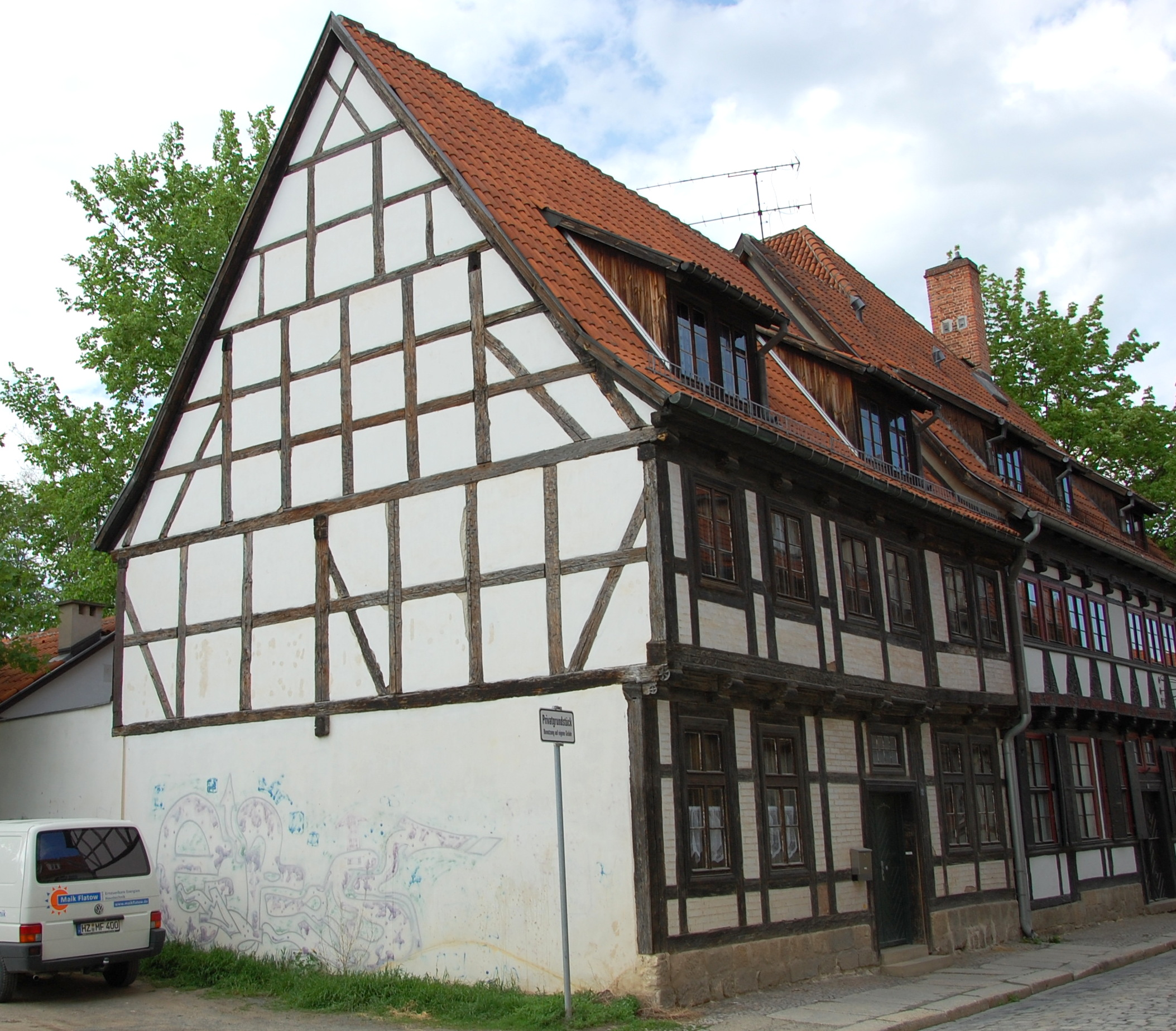
Haus Schmale Straße 12

Das Haus Schmale Straße 12 ist ein denkmalgeschütztes Gebäude in der Stadt Quedlinburg in Sachsen-Anhalt.

## Lage
Es befindet sich im nördlichen Teil der historischen Quedlinburger Altstadt auf der Westseite der Schmalen Straße. Das zum UNESCO-Weltkulturerbe gehörende Gebäude ist im Quedlinburger Denkmalverzeichnis als Kaufmannshof eingetragen. Nördlich grenzt das gleichfalls denkmalgeschützte Haus Schmale Straße 13 an.

## Architektur und Geschichte
Das zweigeschossige, mit einem hohen Dach bedeckte Fachwerkhaus entstand nach einer an der Stockschwelle befindlichen Inschrift im Jahr 1706. Am Gebäude finden sich als Zierformen noch Schiffskehle und Sternwalze. Es stellt damit eines der spätesten Anwendungen dieser Schmuckformen an Häusern in Quedlinburg dar.
Die drei nördlichen Gebinde gehörten ursprünglich zum nördlich angrenzenden Haus Schmale Straße 13. 1988/90 wurde das Gebäude durch die Staatlichen Werkstätten für Denkmalpflege Polens (Pracownie Konserwacji Zabytków, PKZ), Betriebsteil Thorn saniert.